# Ritzerow
Ritzerow (pol. hist. Rycerzów) – gmina w Niemczech,  w kraju związkowym Meklemburgia-Pomorze Przednie, w powiecie Mecklenburgische Seenplatte, wchodząca w skład Związku Gmin Stavenhagen.
Dzielnice: 
- Galenbeck
- Ritzerow
- Wackerow